# Айрикян, Паруйр Аршавирович
Паруйр Аршавирович Айрикян (арм. Պարույր Արշավիրի Հայրիկյան, 5 июля 1949, Советашен, Армянская ССР) — армянский государственный деятель. Последний в истории СССР диссидент, высланный из страны (в 1988 году).

## Биография

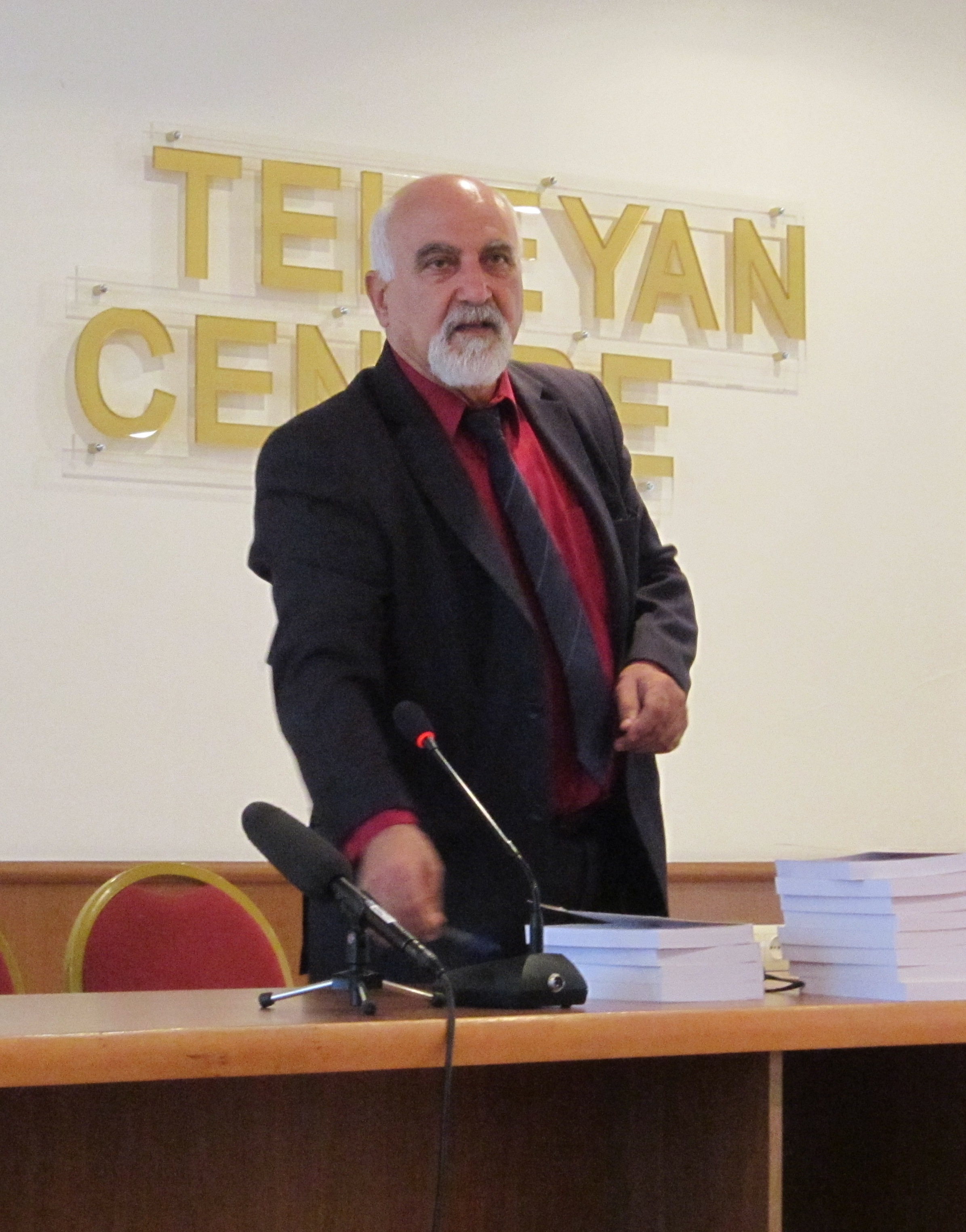
Айрикян в 2016 г.

- 1956—1966 — учился в Советашенской средней школе.
- 1966—1969 — студент Ереванского политехнического института, одновременно работал в качестве электрика на трикотажной фабрике.
- С 1967 г. — член (впоследствии — лидер) подпольной «Национальной объединённой партии Армении». В 1969 г. был арестован. Получил 4 года лишения свободы, срок отбывал в колониях строгого режима в Мордовии.
- В 1973 — по возвращении в Ереван был поставлен под административный надзор.
- 5 февраля 1974 — за нарушение надзора получил 2 года лагерей, после суда был помещён в следственный изолятор КГБ. В общей сложности провел в карцерах более 300 дней.[1]
- С 1987 — вернулся в Ереван и вместе со своими соратниками создал партию «Национальное самоопределение».
- В феврале 1988 — обвинил власти СССР в организации погромов армянского населения в Сумгаите, был лишён гражданства и выслан в Эфиопию. По воспоминаниям Айрикяна:

Почему они меня в Эфиопию увезли? Потому что если бы они меня увезли в Америку или во Францию, или в Германию, или в Швейцарию, то там есть такие правила: если человека выдворяют, то этот человек должен выбрать страну. У меня это был резервный вариант. Я думал, если меня выдворят, то я смогу сказать таможенным службам, что я в их страну не хочу. Тогда коммунисты вынуждены будут меня привезти обратно и искать другой вариант. Но они догадались увезти меня в Эфиопию. Восемь человек, огромный самолет, и больше никого нет. Они на меня полмиллиона потратили. Из Армении специальным правительственным самолетом везут в Москву, из Москвы специальным огромным самолетом… Я думаю, это был грузовой самолет, с пассажирскими креслами, как у «Боинга», в котором есть второй этаж — наверное, было что-то такое, потому что такой огромный самолет до Эфиопии летит — зачем? У меня никто ничего не спрашивал, только группа кагебистов-специалистов приехала, какие-то бумаги заполнили.

- В ноябре 1990 года нелегально вернулся в Армению. Из Эфиопии он вернулся в Армянскую ССР не без помощи группы «А» Седьмого управления КГБ СССР, поскольку Айрикяну грозила смертельная опасность[источник не указан 131 день][3]
- 1988—1992 — был лидером национально-народного движения СССР, избран председателем международной организации «Демократия и независимость».
- 1990—1995 — депутат Верховного совета Армянской ССР. Член постоянной комиссии по вопросам утверждения государственной независимости и национальной политики. Секретарь депутатской группы «Свободные парламентарии».
- 1992—1993 — командир Гориского района, принял меры для обеспечения эффективной защиты и организации переселения беженцев в Сюникский марз.
- 1995—1999 — депутат парламента. Член постоянной комиссии по внешним сношениям. Лидер партии «Национальное самоопределение».
- 1998—1999 — руководил комиссией по подготовке конституционных изменений при президенте Армении.
- 1999—2002 — председатель комиссии по вопросам прав человека Армении.
- С 2002 — лидер партии «Объединённое Самоопределение».
- В феврале 2003 — являлся кандидатом в Президенты Армении.
- В декабре 2012 — снова выдвинул свою кандидатуру на выборы Президента Армении 2013 года.[4][5]
- 31 января 2013 пережил покушение (в Ереване, на улице Тпагричнери у дома родителей), получив ранение в плечо.[6]

Автор песен, стихов, прозаических произведений, мемуаров и сценариев.

## Книги
- Hayrikyan P. On a Quest of the Light. — US, Xlibris, 2015. — 192 p. — ISBN 978-1-5144-1787-4.
- Hayrikyan P. The formula of democraticity and complete democracy or necessary features of a democratic parlamentary system. — Yerevan: «UNSD», 2007. — 16 p.
- Айрикян П. К абсолютной демократии. — Ереван, 2013. — 44 с. (на арм.)
- Айрикян П. На дороге к свету. — Ереван, 2004. — 160 с. (на арм.)
- Айрикян П. И так пожизненно (песни и стихи). — Ереван, 1997. — 64 с. (на арм.)
- Айрикян П. Песни свободы. — Ереван, 1996. — 32 с. (на арм.)